# Infection sexuellement transmissible
Pour les articles homonymes, voir IST et ITS.
 Mise en garde médicale
Une infection sexuellement transmissible (IST) ou infection transmissible sexuellement (ITS) au Canada correspond à la pénétration dans l'organisme d'une bactérie, d'un protozoaire ou d'un virus pathogène et capable de s'y reproduire, qui se transmet entre partenaires au cours des différentes formes de rapports sexuels. Cette infection peut donner lieu à une maladie infectieuse, autrefois appelée maladie vénérienne, le nom provenant de Vénus, déesse de l'amour.
Toutes les pratiques sexuelles qui comportent un contact génital mutuel ou oro-génital avec une autre personne, ou ses fluides génitaux, sont considérées comme un risque de transmission d'une IST. Chaque IST présente un risque et un degré de gravité différent. En considération des contaminations buco-fécales un simple contact oro-anal comporte un risque de transmission infectieuse parasitaire.
L'infection peut être multiple (plusieurs agents infectieux à la fois). Elle est fréquemment récidivante à court terme.
Selon le type d'infection le risque de contamination peut être réduit par la vaccination, la limitation du nombre de partenaires et l'utilisation de protections appropriées incluant notamment les préservatifs masculins et féminins pour les infections se faisant par les sécrétions vaginales, péniennes et le sperme.

## Terminologie
Jusqu'au début des années 1980 on utilisait en français l'expression de « maladies vénériennes », ce qui faisait référence de façon poétique à la déesse de la mythologie antique Vénus. À partir des années 1990, les appellations MST (pour « maladies sexuellement transmissibles ») ou MTS (pour « maladies transmissibles sexuellement ») sont d'usage courant. Depuis 1999, le terme MST est peu à peu remplacé par celui d'IST et ITS, (« infections transmissibles sexuellement » et « infections sexuellement transmissibles »), car le terme « infection » plutôt que « maladie » prend mieux en compte le fait que certaines infections sont asymptomatiques (sans symptôme apparent, elles peuvent passer inaperçues, ne répondant pas à l’acception du mot maladie dans le langage courant). Quelques IST peuvent être transmises par le sang (hépatite B) ou le lait maternel (sida). Maintenant, au Canada, on parle surtout de ITSS : « infection transmissible sexuellement et par le sang ».
Dans les mêmes périodes temporelles, la langue anglaise utilise l'expression venereal diseases (VD), puis sexually transmitted diseases (STD) et sexually transmitted infections (STI).

## Prévention
La probabilité de transmission des infections par l'activité sexuelle varie grandement d'une pathologie à l'autre et dépend également des pratiques sexuelles. Certaines pratiques n'incluant pas le contact génital ou buccal (par exemple, la masturbation, le doigtage ou les caresses), ainsi que l'utilisation de préservatifs, de digues dentaires ou de gants, permettent de réduire les risques de transmission. Ces pratiques sont dénommées sécurisexe,.

### Préservatif
Selon l'infection concernée, les professionnels de la santé conseillent des rapports protégés par préservatifs lors de relations sexuelles avec des personnes possiblement atteintes. Le préservatif s'avère être très efficace pour empêcher la transmission des IST par les sécrétions vaginales, péniennes et le sperme mais n'offre pas de protection face aux IST présentes sur les surfaces cutanées de la zone génitale. Ainsi le préservatif, correctement utilisé lors d'une relation sexuelle avec pénétration, est le seul contraceptif qui protège de la transmission du VIH et de l'hépatite B. Il ne protège en revanche pas efficacement d'autres IST occasionnant un nombre important de décès, comme la syphilis ou encore le papillomavirus humain , responsable de plusieurs types de cancers dont le cancer du col de l'utérus et contre lequel seule la vaccination s'avère efficace. Enfin, il ne permet pas non plus de se protéger contre l'herpès génital responsable de conséquences psychologiques et sociales importantes pour la personne atteinte et dont la transmission au fœtus durant l'accouchement, appelée herpès néonatal, occasionne une importante mortalité et des séquelles lourdes.
Au niveau d'une population, l'utilisation de préservatifs est efficace de la même manière pour contrôler certaines épidémies notamment celles pour lesquelles les sécrétions vaginales, péniennes et le sperme sont les vecteurs exclusifs.
La diffusion des IST est très majoritairement liée à l'activité hétérosexuelle (de par le poids de la « communauté ») même si, historiquement, les prostitués (ou travailleurs du sexe) et certains groupes homosexuels ont été les plus touchés. Une raison majeure expliquant la diffusion des IST est l'existence de porteurs sains : ces derniers ne ressentent pas de symptôme d'infection et ne consultent donc pas de médecin, risquant ainsi de transmettre leur(s) IST à leur(s) partenaire(s) du fait de l'absence de prise en charge appropriée (traitement et rapports protégés). Ce peut être le cas pour les urétrites par exemple (dont la gonococcie ou la chlamydiose).

### Information des partenaires
Lorsqu'un diagnostic d'IST a été porté, il est recommandé au patient d'avertir ses partenaires actuels et anciens pour qu'ils se fassent dépister. Ceci a un objectif triple : bénéfice pour le patient qui risque très probablement de se faire infecter à nouveau si le(s) partenaire(s) actuel(s) ne sont pas traités de façon concomitante, bénéfice pour ses partenaires passés et présents qui seront pris en charge à leur tour, et bénéfice collectif en évitant la contamination des futurs partenaires.
- En France, l'infection à VIH est de façon strictement anonyme une maladie infectieuse à déclaration obligatoire. Il existe aussi des procédures de déclaration anonyme pour la syphilis, la gonococcie et la lymphogranulomatose vénérienne, qui permettent une veille épidémiologique sur les IST.

## Liste d'IST
Les maladies suivantes sont essentiellement à transmission sexuelle :
- la gonorrhée (blennorragie gonococcique) ;
- la chlamydiose à chlamydiae trachomatis ;
- le chancre mou ;
- l'herpès génital, qui peut chez la femme enceinte être source de cas rares, mais souvent graves d'herpès néonatal ;
- la trichomoniase ;
- la syphilis ;
- une infection à mycoplasme :  Mycoplasma genitalium.

Les maladies suivantes qui, pour certaines d'entre elles, ne sont pas considérées comme des IST, peuvent toutefois être transmises par voie sexuelle ou anale mais non exclusivement :
- de nombreuses maladies bactériennes, dont la syphilis ;
- des maladies bactériennes spécifiques présente sur un anus même parfaitement propre[16], telle que la gastro-entérite et toutes les infections à salmonelles, shigelles, Escherichia coli, Campylobacter, Enterococcus faecalis...
- des infections parasitaires contractées par un contact bouche-anus telles que vers (helminthe, ascaris, vers solitaire, douve, etc.), taeniasis/Cysticercose et T. solium (vers du cerveau), amibes, giardia, paludisme, etc.[2] ;
- les parasitoses dues à des ectoparasites, comme la gale ou les poux du pubis ;
- des dérèglements cellulaires à cause du virus HPV et en particulier les souches VPH-16 et VPH-18[17] ;
- les autres infections mycoplasmiques, qui peuvent développer une infection spontanée en cas de déséquilibre de la flore génitale naturelle ;
- la candidose peut également être déclenchée par la rencontre d'une flore, ou aggravée, ceci par n'importe quel type de relation sexuelle pour les hommes, de la même manière pour la femme, à l'exception près que la femme peut contracter la candidose par un simple contact avec un linge contaminé (drap, serviette de bain, etc.)[18].
- les maladies virales :
  - les verrues génitales ou condylomes, et le cancer du col de l'utérus, dus à certaines souches de Papillomavirus humain (VPH),
  - l'hépatite B,
  - le virus de l'immunodéficience humaine (VIH) responsable du syndrome d'immunodéficience acquise (SIDA).

## Transmission
Le tableau suivant résume les risques de transmission des infections sexuellement transmissibles par type de rapport sexuel.
| Transmission (et risque de transmission) par type de rapport sexuel | Transmission (et risque de transmission) par type de rapport sexuel | Transmission (et risque de transmission) par type de rapport sexuel | Transmission (et risque de transmission) par type de rapport sexuel |
|                                                                     | IST | Autres IST                                                          |                                                                     |
| ------------------------------------------------------------------- | --- | ------------------------------------------------------------------- | ------------------------------------------------------------------- |
| Faire une fellation                                                 | - Chlamydia - Gonorrhée, (25–30 %) - Herpès (rare) - VPH - Syphilis (1 %) - Hépatite B (risque faible) - VIH (0,01 %) - Hépatite C (risque inconnu)                                                                                                   |                                                                     |                                                                     |
| Faire un cunnilingus                                                | - Herpès - VPH - Gonorrhée, - Chlamydia |                                                                     |                                                                     |
| Recevoir une fellation                                              | - Chlamydia - Gonorrhée, - Herpès - Syphilis (1 %) - VPH ou papillomavirus (HPV) |                                                                     |                                                                     |
| Recevoir un cunnilingus                                             | - Herpès - VPH ou papillomavirus (HPV) - Gonorrhée, |                                                                     |                                                                     |
| Coït vaginal – pénétrant                                            | - Chlamydia (30–50 %) - Gonorrhée (22 %), - Hépatite B - Herpès (0,07 % pour l'herpès génital) - VIH (0,05 %), - VPH (40-50 %) - Mycoplasma hominis - Mycoplasma genitalium, - Syphilis - Trichomonas vaginalis - Ureaplasma urealyticum - Hépatite C | - Pou du pubis - Gale                                               |                                                                     |
| Coït vaginal – pénétré                                              | - Chlamydia (30–50 %) - Gonorrhée (47 %), - Hépatite B (50–70 %) - Herpès - VIH (0,1 %) - VPH (high; 40-50 %) - Mycoplasma hominis - Syphilis - Trichomonas vaginalis - Ureaplasma urealyticum - Hépatite C                                           | - Pou du pubis - Gale                                               |                                                                     |
| Sodomie – pénétrant                                                 | - Chlamydia - Gonorrhée - Hépatite B - Herpès - VIH (0,62 %) - VPH ou papillomavirus (HPV) - Syphilis (14 %) - Hépatite C | - Pou du pubis - Gale (40 %)                                        |                                                                     |
| Sodomie – pénétré                                                   | - Chlamydia - Gonorrhée - Hépatite B - Herpès - VIH (1,7 %) - VPH ou papillomavirus (HPV) - Syphilis (1,4 %) - Hépatite C | - Pou du pubis - Gale                                               |                                                                     |
| Anulingus                                                           | - Amœbose - Cryptosporidiose(1 %) - Giardiase - Gonorrhée - Hépatite A(1 %) - Shigellose (1 %) - VPH (1 %) ou papillomavirus (HPV) |                                                                     |                                                                     |
| Caresses sexuelles                                                  | - Chlamydia - Gonorrhée - VPH - Balanite | - Mycoses vaginales                                                 |                                                                     |

## Dans le monde animal
Des IST existent également dans le monde animal, chez les oiseaux par exemple.